# Lagoa do Tocantins
Lagoa do Tocantins är en kommun i Brasilien.   Den ligger i delstaten Tocantins, i den centrala delen av landet, 600 km norr om huvudstaden Brasília. Antalet invånare är 3 525.
Omgivningarna runt Lagoa do Tocantins är huvudsakligen savann. Runt Lagoa do Tocantins är det mycket glesbefolkat, med 3 invånare per kvadratkilometer.